# Ракуново
Ракуново — деревня в Бабаевском районе Вологодской области.
Входит в состав Вепсского национального сельского поселения (с 1 января 2006 года по 13 апреля 2009 года входила в Комоневское сельское поселение), с точки зрения административно-территориального деления — в Комоневский сельсовет.
Расстояние до районного центра Бабаево по автодороге — 109 км, до центра муниципального образования деревни Тимошино по прямой — 15 км. Ближайшие населённые пункты — Конец, Стунино, Якутино.
По переписи 2002 года население — 64 человека (34 мужчины, 30 женщин). Преобладающая национальность — русские (92 %).